# Saint-Yvoine

Saint-Yvoine este o comună în departamentul Puy-de-Dôme, Franța. În 1 ianuarie 2022 avea o populație de 555 de locuitori.